# 小札かたびら
小札かたびら（こざねかたびら）は戦闘の際に身を守るために着用した甲冑のことである。
布または皮の外套の表面に鱗状の金属の板を張り合わせたものであり、通常は、胸や肩や背中を覆うものであるが、膝や足首にまで達するものもあった。
旧約聖書の「サムエル記」に登場するゴリアテは「5000シェケル（約57キログラム）の小札かたびらを身につけていた」と書かれている。
日本の鎧兜に使われる「小札」は革または鉄板金を素材とする縦長の小形の短冊形で、漆を塗ったものもあり、これを横、上下に組糸や革紐で連結して構成する。紐の組み方は無数にあるが、複雑なものは4種類ほどある。